# Paraderüstung

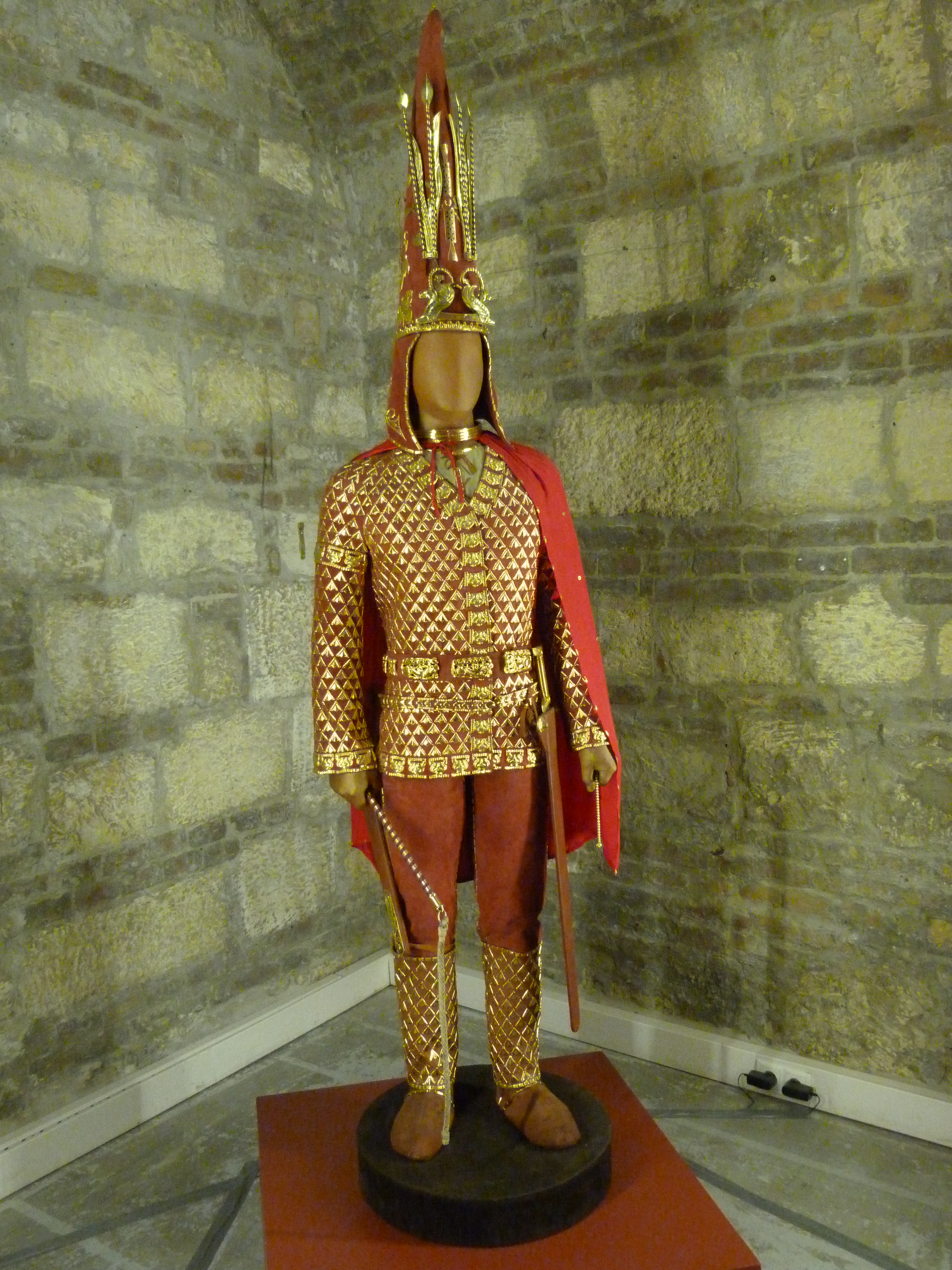
„Goldener Mann von Issyk“ (aus einem Kurgan bei Jessik/Kasachstan), zw. 500 v. Chr. u. 300 v. Chr. (Rekonstruktion)

Die Paraderüstung, auch Prunkrüstung oder Prunkharnisch, ist eine Schutzkleidung, die nicht unbedingt kampftauglich oder praktisch ist, sondern bei der der Schwerpunkt auf die optische Erscheinung gelegt wurde.

## Beschreibung
Paraderüstungen sollen den Stand und die Funktion des Trägers symbolisieren und dienen größtenteils auch der Selbstdarstellung. Paraderüstungen haben Anlehnungen an die aktuelle Mode, sind reich verziert und bestehen zum Teil aus kostbaren Materialien. Dennoch stellt eine Paraderüstung immer noch eine Rüstung dar, die den kriegerischen Eindruck des Trägers nur in einer glanzvollen, pompösen Aura zeigen soll. In der Geschichte wurden diese Rüstungen in fast allen Ländern der Erde hergestellt. Sie wurden meist im Auftrag des Trägers hergestellt, aber in manchen Fällen auch von den jeweiligen Machthabern. In vielen Fällen wurden Kampfrüstungen umgestaltet oder aber die Rüstungen wurden prunkvoll aber trotzdem kampftüchtig hergestellt.
Ab dem späten 17. Jahrhundert wurden Rüstungen in der Schlacht kaum noch getragen (Ausnahme: Kürassiere). Die Paraderüstung wandelte sich endgültig zum bloßen Statussymbol (alt-)adeliger Herkunft. Sofern aus Kostengründen überhaupt noch produziert, war die Körperrüstung von geringem Gewicht und ohne Schutzwirkung. In der Porträtmalerei des Barock diente der Dreiviertel- oder Halbharnisch dennoch bis ins zweite Drittel des 18. Jahrhunderts als ein Attribut (hoch-)adeliger Repräsentation, ähnlich der Halsberge und des ebenfalls anachronistischen, funktionslos gewordenen spätmittelalterlichen Helms. Indem er auf seine Ritterbürtigkeit verwies, beabsichtigte der alte Schwertadel, sich nicht nur von den aufkommenden bürgerlichen Eliten abzuheben, sondern auch von den konkurrierenden Mitgliedern des neuen Brief- und Amtsadels.
Am Ende dürften die in den einschlägigen Gemälden dargestellten Rüstungsteile von den Abgebildeten in der Realität nie getragen worden zu sein. Vielmehr kopierte sie der Maler anhand realer Vorlagen oder mit Hilfe älterer Gemälde in das neue Porträt hinein. So erscheinen Infanterieoffiziere noch lange Zeit mit einem unter dem Uniformrock ihres Regiments abgebildeten (imaginären) Brustpanzer, obwohl der Kürass seit der Abschaffung der Pikeniere, Anfang des 18. Jahrhunderts, nicht mehr zur Ausrüstung zählte und von allen Diensträngen abgelegt worden war.

## Galerie

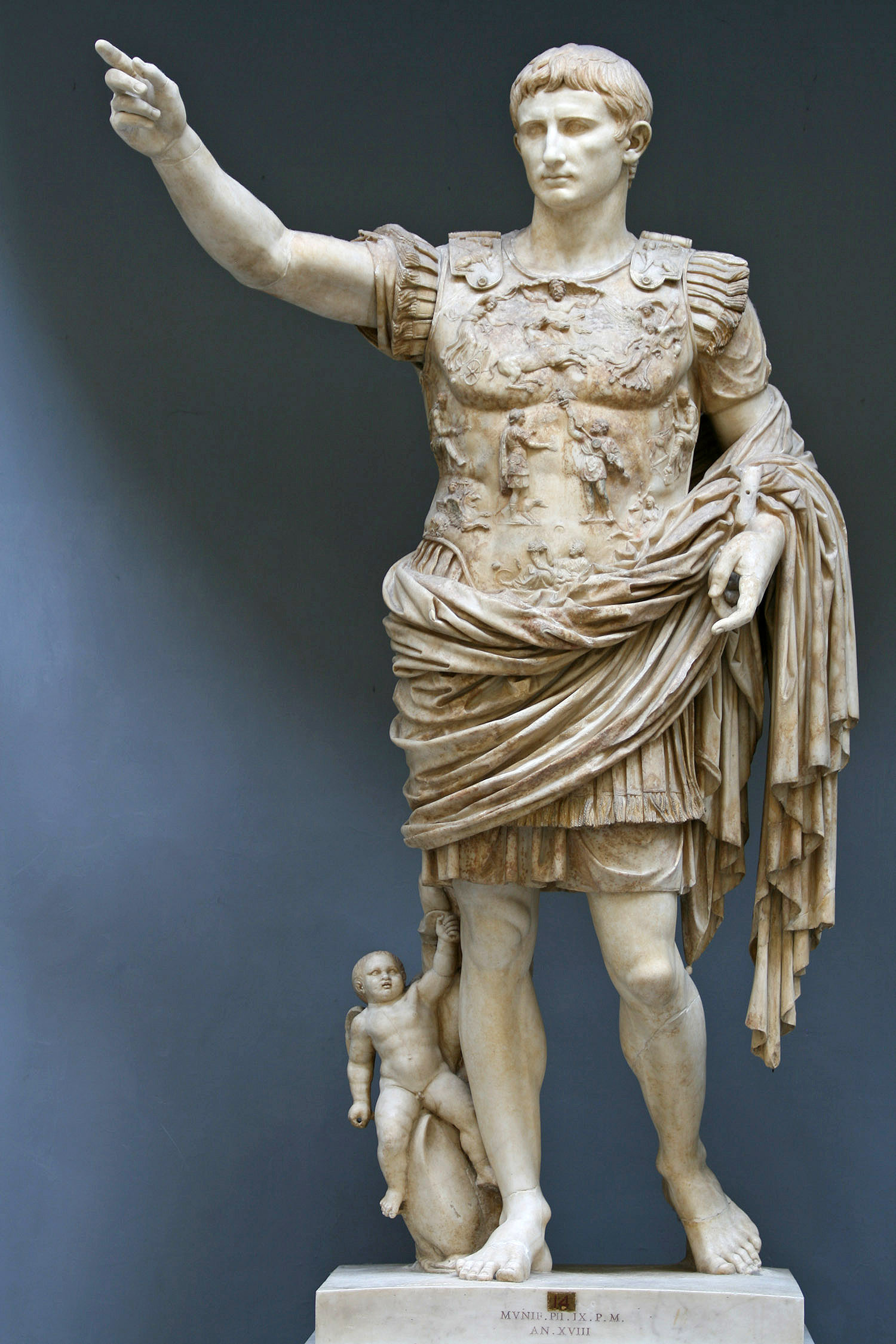
Augustus, erster römischer Kaiser, im Muskelpanzer
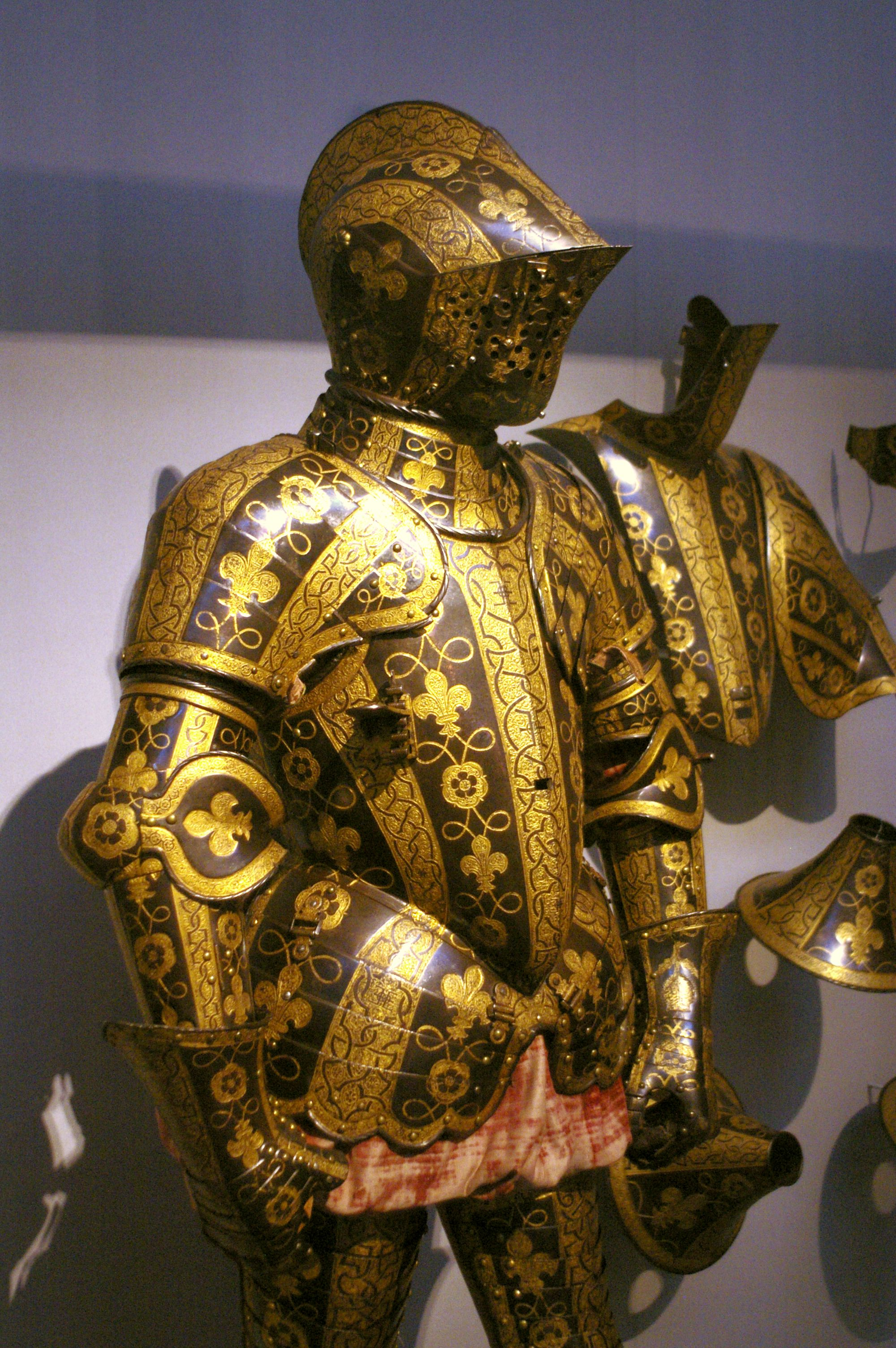
Sir George Cliffords (1558–1605) Prunkharnisch, mit separatem Turnierrüstsatz
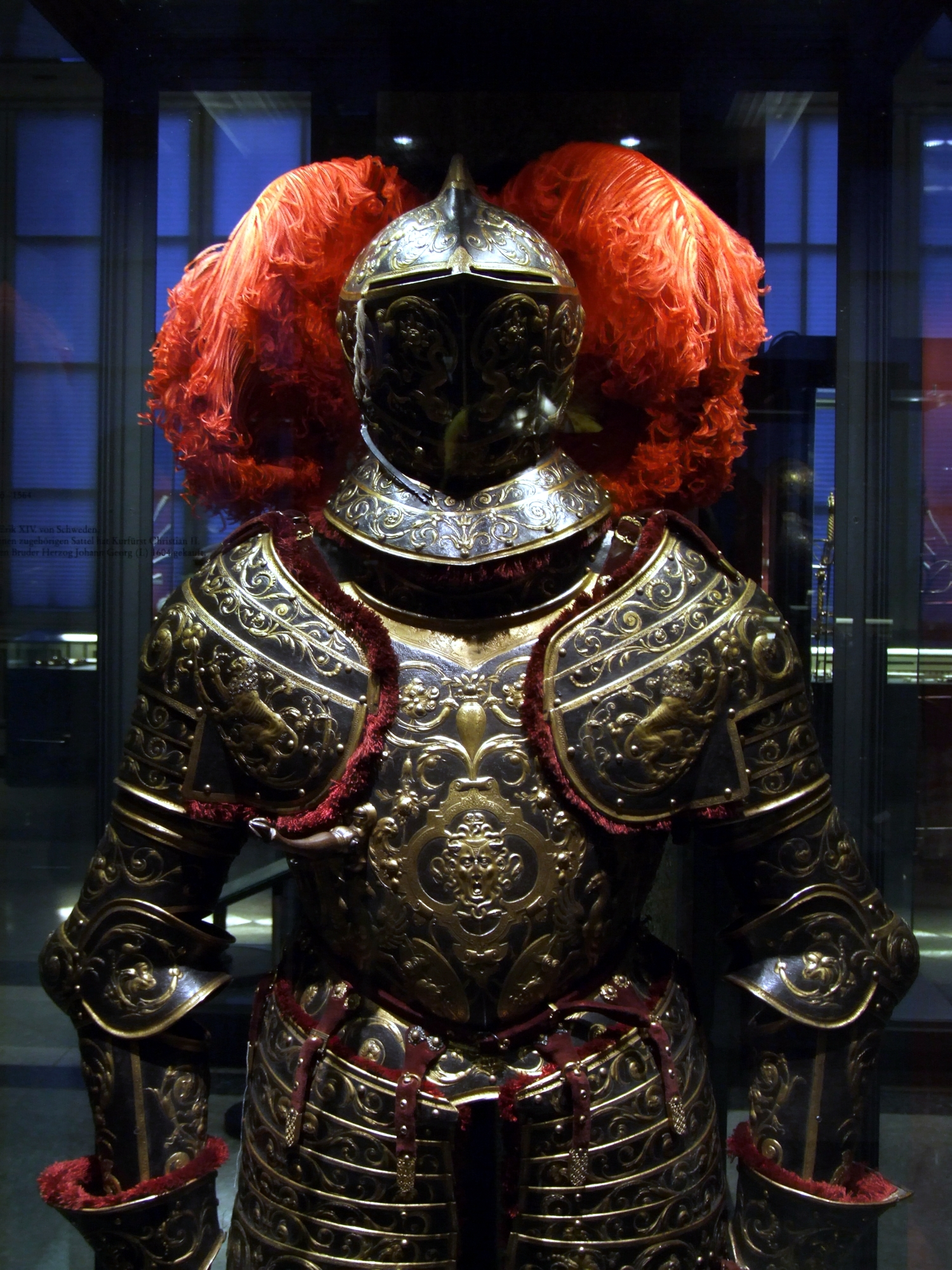
Prunkharnisch Eriks XIV. von Schweden (1533–1577)
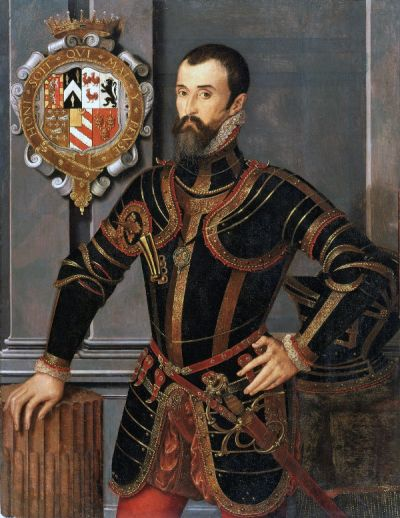
Sir William Herbert (1501–1570), Dreiviertelharnisch
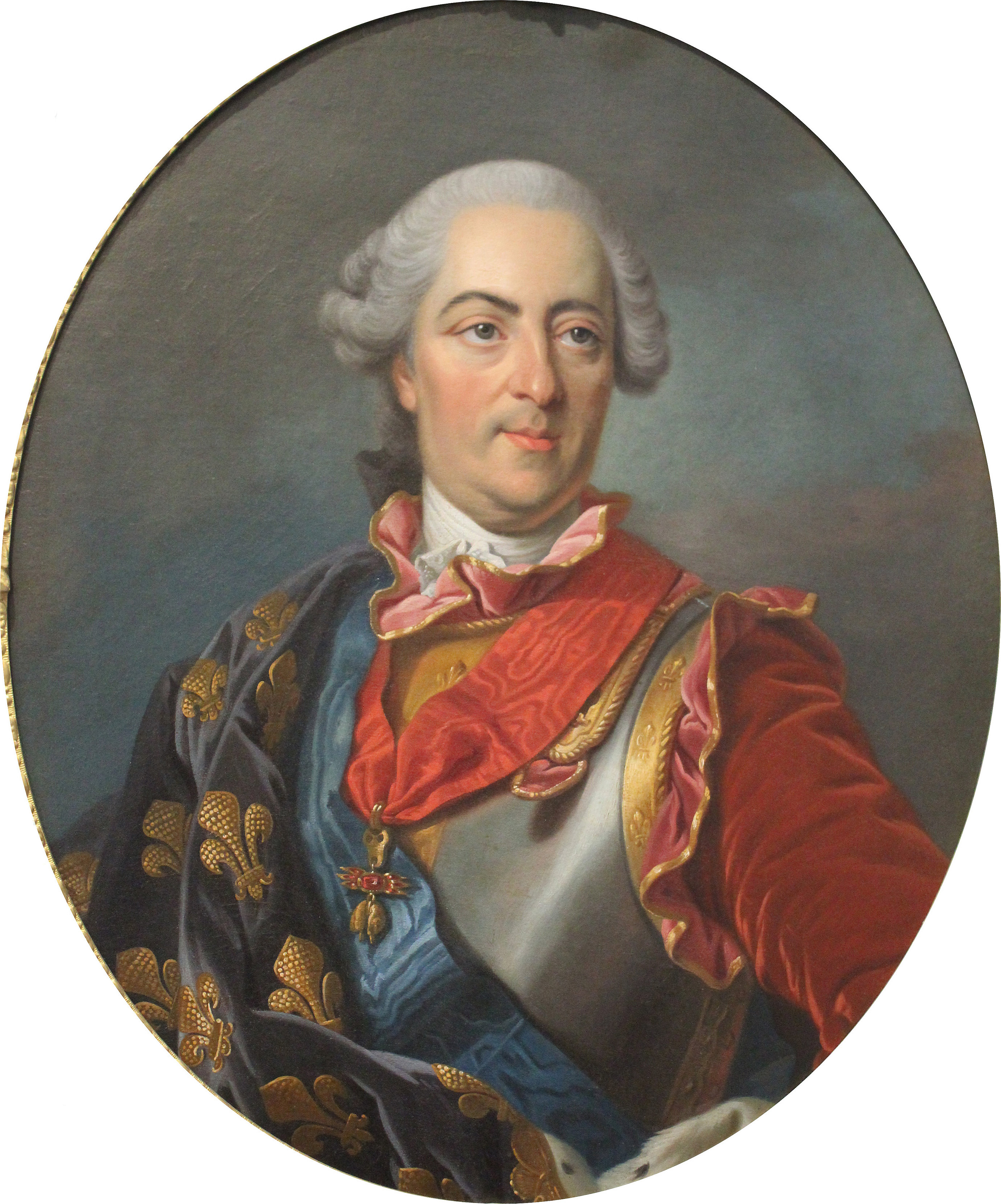
Ludwig XV. von Frankreich, in Brustkürass, 1763
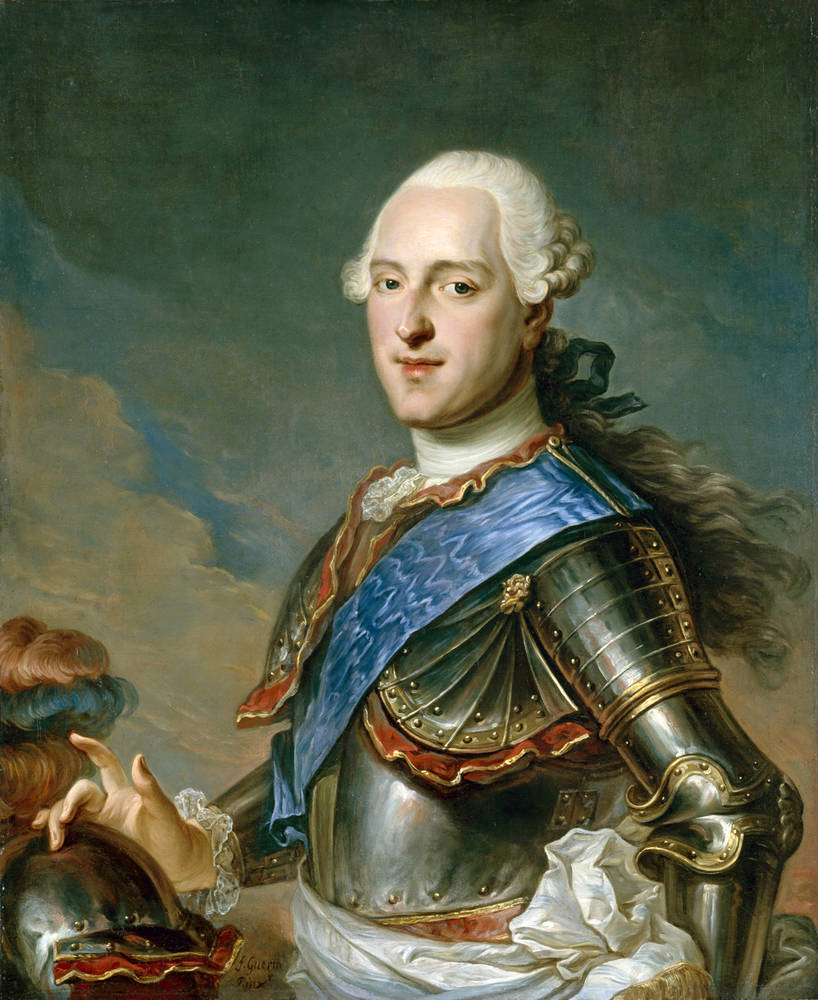
Franz Xaver von Sachsen, in Halbharnisch und Helm, um 1760
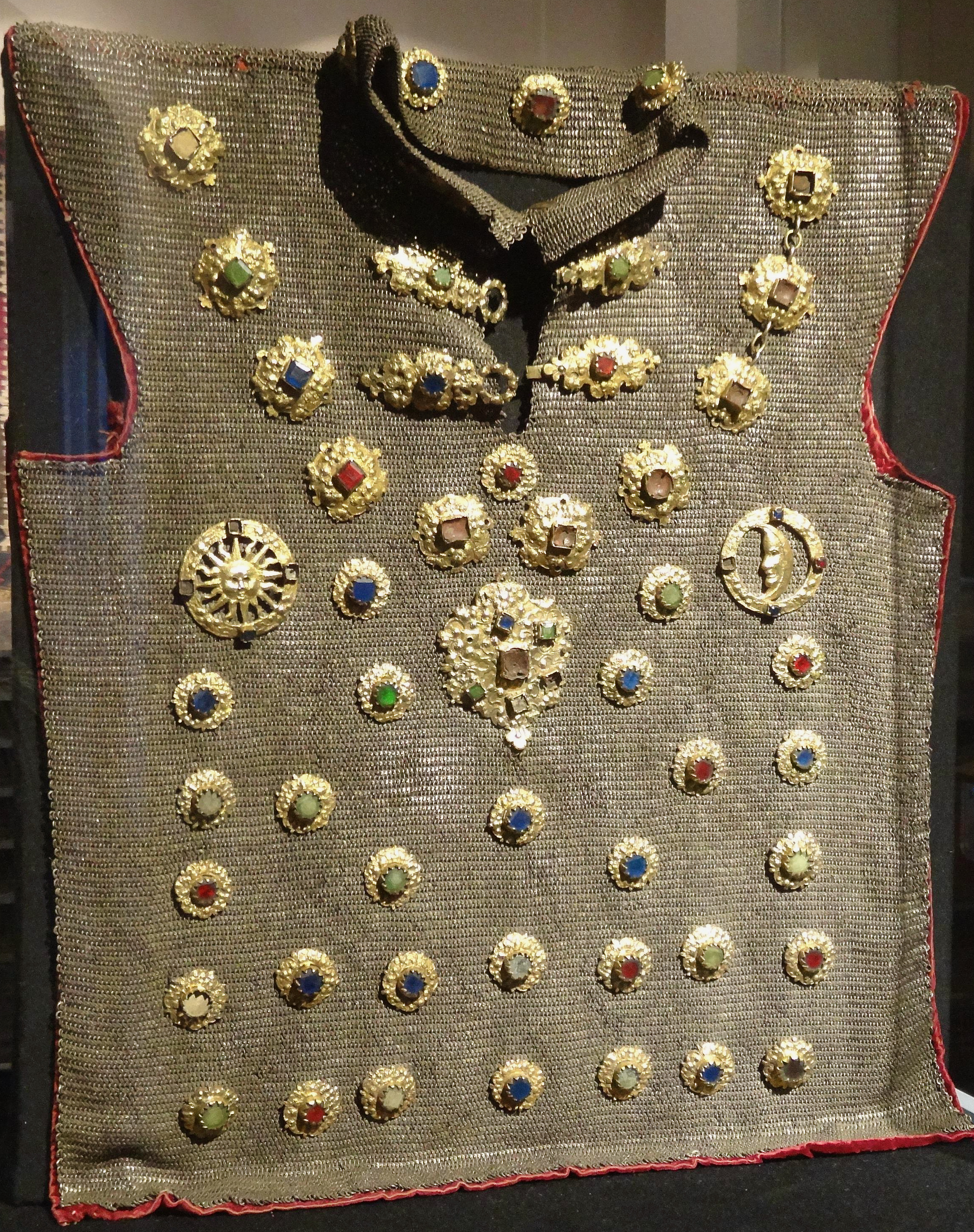
Kettenhemd, König Alexander III. von Imeretien (1609–1660)
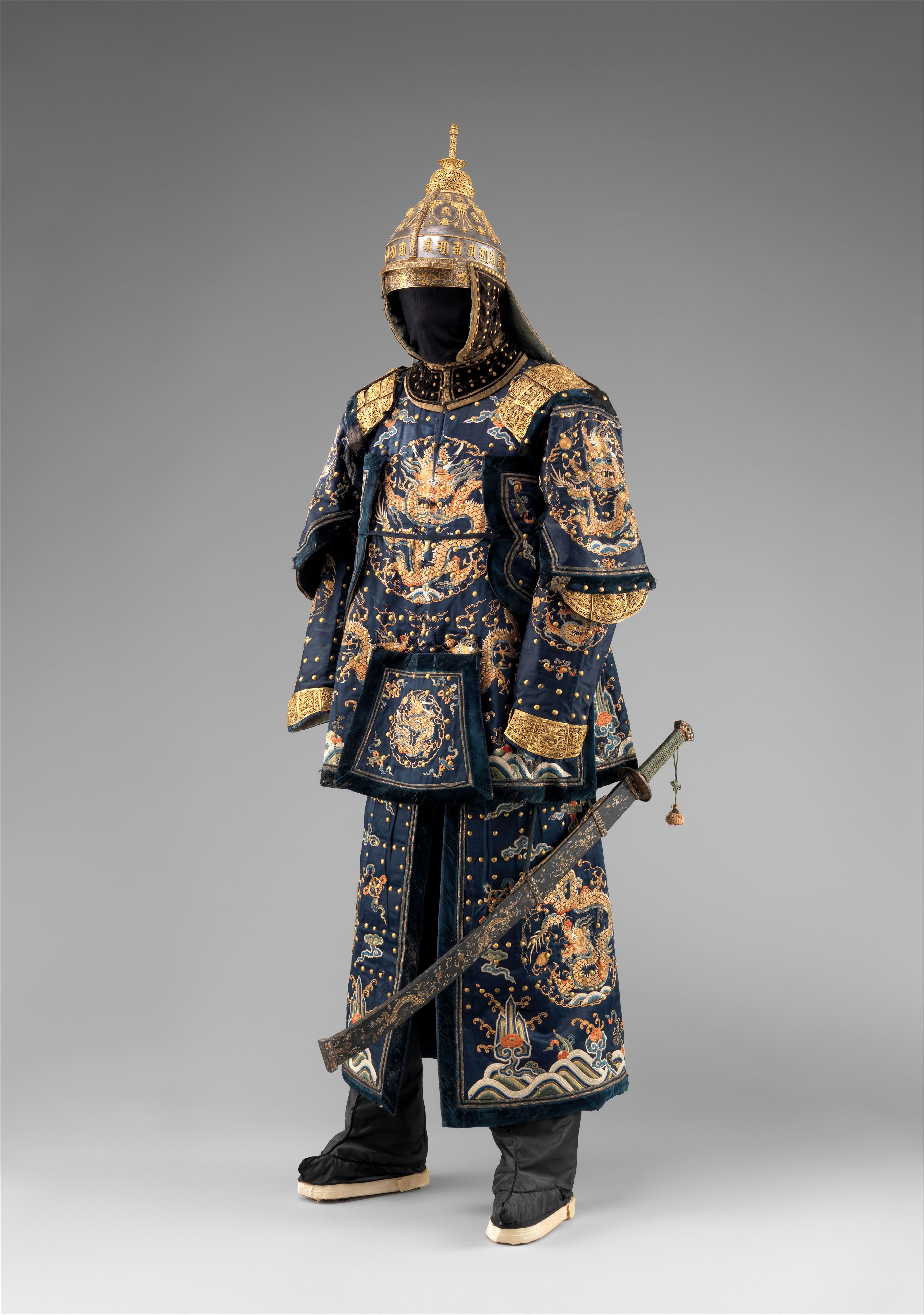
Dingjia der Palastwache des chinesischen Kaisers, 18. Jahrhundert